# Carl Christensen (atlet)
 Der er flere personer med dette navn, se Carl Christensen.
Carl Christensen  var en dansk atlet, kapgænger. Han var medlem af Københavns FF ( senere Københavns IF) og vandt det danske mesterskab på 50 km gang to gange.

## Danske mesterskaber
Denne liste er ufuldstændig; hjælp gerne med at udfylde den.
- Guld 1906 50 km gang 4:10,13,0
- Guld 1905 50 km gang 3:45,41,0